# Nueva Armenia (ort i Atlántida)
Nueva Armenia är en ort i Honduras.   Den ligger i departementet Atlántida, i den centrala delen av landet, 200 km norr om huvudstaden Tegucigalpa. Nueva Armenia ligger 9 meter över havet och antalet invånare är 1 392.
Terrängen runt Nueva Armenia är platt åt nordost, men åt sydväst är den kuperad. Havet är nära Nueva Armenia norrut. Runt Nueva Armenia är det ganska glesbefolkat, med 43 invånare per kvadratkilometer. Närmaste större samhälle är Jutiapa, 3,8 km sydväst om Nueva Armenia. Omgivningarna runt Nueva Armenia är en mosaik av jordbruksmark och naturlig växtlighet.